# Landshövdingar i Södermanlands län
Landshövdingen i Södermanlands län är myndighetschef för Länsstyrelsen i Södermanlands län och utses av regeringen.
Ämbetet har funnits oavbrutet sedan införandet av landshövdingar och län i 1634 års regeringsform. Residensstaden är Nyköping och länsresidensen där har varierat genom åren.
Nuvarande landshövding (vik.) är Johanna Sandwall.

## Landshövdingar i Södermanlands län 1634 och framåt

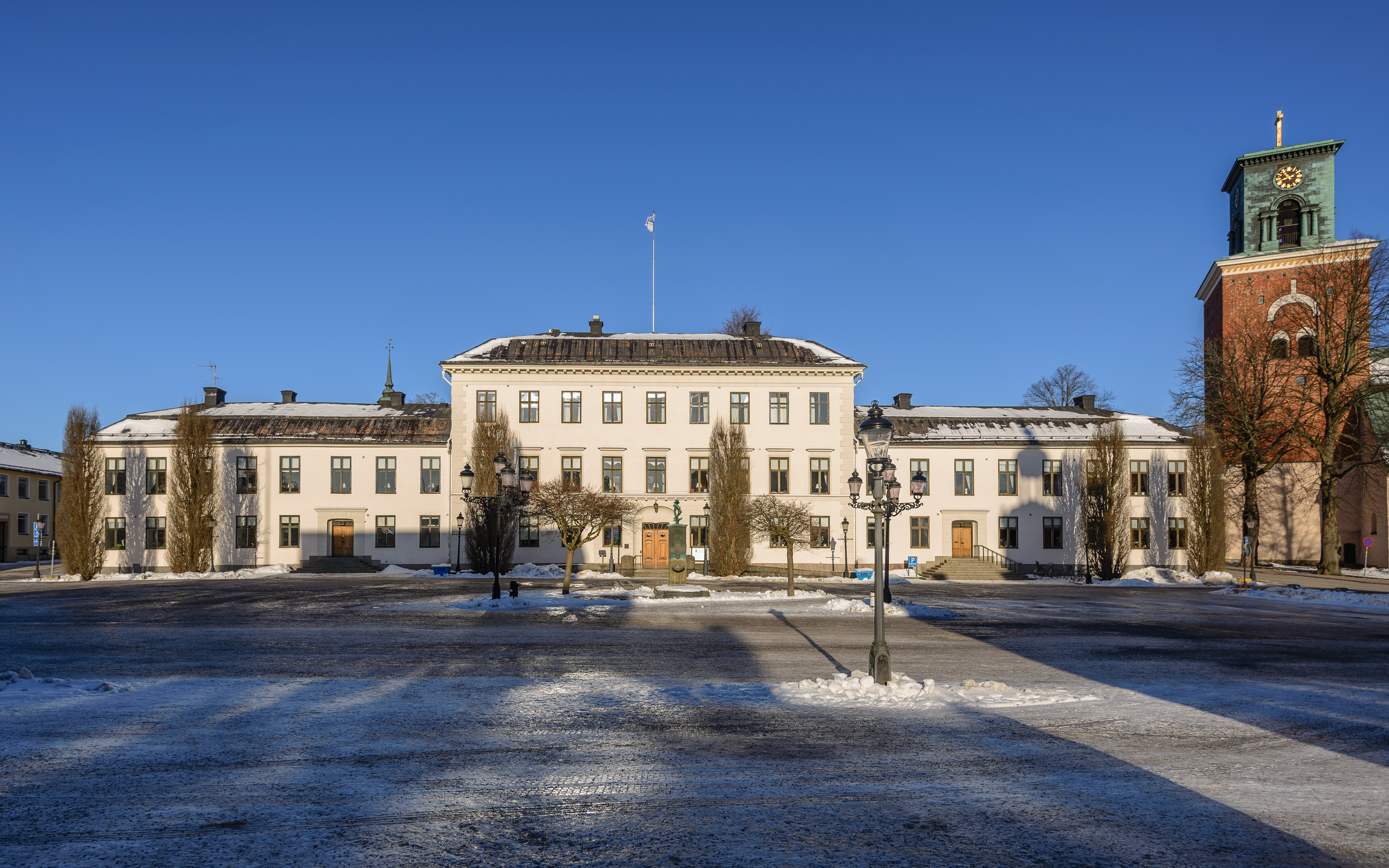
Residenset i Nyköping.

| Namn                         | Tillträde | Avgång   | Not                     |
| ---------------------------- | --------- | -------- | ----------------------- |
| Stellan Otto von Mörner      | 1634      | 1634     | [ 3 ]                   |
| Peder Erlandsson Bååt        | 1634      | 1637     | [ 3 ]                   |
| Knut Göransson Posse         | 1637      | 1640     | [ 3 ]                   |
| Hans Rotkirch                | 1640      | 1648     | [ 3 ]                   |
| Gustaf Bonde                 | 1648      | 1653     | [ 3 ]                   |
| Göran Bengtsson Sparre       | 1653      | 1657     | [ 3 ]                   |
| Erik Carlsson Sparre         | 1657      | 1678     | [ 3 ]                   |
| Gabriel Falkenberg           | 1678      | 1693     | [ 3 ]                   |
| Hans Clerck                  | 1693      | 1710     | [ 3 ]                   |
| Peder Franc                  | 1710      | 1714     | [ 3 ]                   |
| Peter Scheffer               | 1714      | 1716     | [ 3 ]                   |
| Germund Cederhielm den yngre | 1716      | 1723     | [ 3 ]                   |
| Nils Gyllenstierna           | 1723      | 1727     | [ 3 ]                   |
| Michael Törnflycht           | 1727      | 1732     | [ 3 ]                   |
| Jonas Fredrik Örnfelt        | 1732      | 1733     | [ 3 ]                   |
| Olof Gyllenborg              | 1733      | 1737     | [ 3 ]                   |
| Carl Gustaf Sparre           | 1737      | 1739     | [ 3 ]                   |
| Nils Bonde af Björnö         | 1739      | 1750     | [ 3 ]                   |
| Carl Mårten Fleetwood        | 1750      | 1751     | [ 3 ]                   |
| Claes Gustaf Rålamb          | 1751      | 1761     | [ 3 ]                   |
| Nils Adam Bielke             | 1761      | 1769     | [ 3 ]                   |
| Jeremias Wallén              | 1769      | 1769     | [ 3 ]                   |
| Per Abraham Örnsköld         | 1769      | 1791     | [ 3 ]                   |
| Carl Lagerbring              | 1792      | 1794     | [ 3 ]                   |
| Salomon Jakob Gyllenadler    | 1794      | 1804     | [ 3 ]                   |
| Fabian Ulfsparre             | 1804      | 1815     | [ 3 ]                   |
| Per Erik Skjöldebrand        | 1815      | 1824     | [ 3 ]                   |
| Gustaf Peyron den äldre      | 1824      | 1833     | [ 3 ]                   |
| Gustaf Erik Frölich          | 1833      | 1858     | [ 3 ]                   |
| Gustaf Lagerbjelke           | 1858      | 1888     | [ 3 ]                   |
| Otto Printzsköld             | 1888      | 1894     | [ 3 ]                   |
| Filip Boström                | 1894      | 1906     | [ 3 ]                   |
| Lennart Reuterskiöld         | 1906      | 1927     | [ 3 ]                   |
| Gustaf Sederholm             | 1927      | 1935     | [ 3 ]                   |
| Bo Hammarskjöld              | 1935      | 1940     | (tjänstledig 1940–1944) |
| Anders Wijkman               | 1940      | 1944     | tillförordnad           |
| Bo Hammarskjöld              | 1944      | 1958     | (tjänstledig 1940–1944) |
| Gustaf Andersson             | 1958      | 1958     | [ 3 ]                   |
| Ossian Sehlstedt             | 1958      | 1970     | [ 3 ]                   |
| Mats Lemne                   | 1970      | 1980     | [ 3 ]                   |
| Bengt Gustavsson             | 1980      | 1990     | [ 3 ]                   |
| Ivar Nordberg                | 1990      | 1996     | [ 3 ]                   |
| Bo Holmberg                  | 1996      | 2005     | [ 3 ] [ 6 ]             |
| Bo Könberg                   | 2006      | 2012     | [ 3 ] [ 7 ]             |
| Liselott Hagberg             | 2012      | 2019     | [ 3 ] [ 8 ]             |
| Beatrice Ask                 | 2020      | 2025     | [ 3 ] [ 9 ] [ 10 ]      |
| Johanna Sandwall (vik.)      | 2025      | sittande |                         |